# الجوائز الأدبية 2023
قائمة الجوائز الأدبية الممنوحة خلال عام 2023 :

## الجوائز الدولية
- جائزة نوبل في الأدب :
- الجائزة الأوروبية للآداب :
- جائزة أميرة أستوري للأدب :
- جائزة جان آرب الفرنكوفونية للأدب :
- جائزة القارات الخمس للفرانكوفونية :
- جائزة الأدب الأفريقي الأسود :
- جائزة البوكر الدولية :
- جائزة سرفانتس :

## ألمانيا
- جائزة جورج بوشنر :
- جائزة فريدريش هولدرلين (باد هومبورغ) :
- جائزة آنا سيغيرز :
- جائزة الكتاب الألماني :
- جائزة Scholl Brother and Sister :

## بلجيكا
- جائزة مارسيل ثيري :
- جائزة فيكتور روسيل :
- سعر العلامات المائية :
- جائزة الشرف للعلامات المائية :

## كندا
- جائزة أثناسي ديفيد :
- جائزة أدبية لطلبة الكلية :
- جائزة فرنسا كيبيك الأدبية :
- جائزة كيبيك فرنسا ماري كلير بليز الأدبية :
- جائزة روبرت كليش : بليسيس ، لجويل بيجين
- الجائزة الكبرى لمعرض تورونتو للكتاب :

## تشيلي
- الجائزة الوطنية للآداب :

## كوريا الجنوبية
- سعر Gongcho :
- جائزة Jeong Ji-yong :
- جائزة الأدب المعاصر (Hyundae Munhak) :
  - فئة " شِعر » :
  - فئة " رواية » :
  - فئة " شديد الأهمية » :
- مانهي السعر :
- جائزة بارك كيونغ ني :
- جائزة يي سانغ :

## الدنمارك
- جائزة هانز كريستيان أندرسن :

## إسبانيا
- جائزة سرفانتس :
- جائزة نادال :
- جائزة بلانيتا :
- الجائزة الوطنية للآداب الاسبانية :
- الجائزة الوطنية لرواية القصص :
- جائزة الشعر الوطنية :
- جائزة الشعر الوطنية للشباب :
- جائزة المقال الوطني :
- الجائزة الوطنية للأدب المسرحي :
- الجائزة الوطنية لأدب الرضيع والأحداث :
- جائزة أدونيس للشعر :
- سعر الجناس الناقص :
- جائزة لوي :
- سعر الكازينو القصير الجديد Mieres :
- جائزة الشرف الكاتالونية :
- الجائزة الوطنية للآداب العامة لكاتالونيا :
- يوم الأدب الجاليكي :
- جائزة سيرا دور النقاد :

## الولايات المتحدة
- جائزة الكتاب الوطني :
  - فئة " خيالي » :
  - فئة " أدب الأطفال » :
  - فئة " شِعر » :
  - فئة " مقال / وثائق » :
  - وسام الإسهام المتميز في الآداب الأمريكية :
- جائزة هوغو :
  - جائزة هوغو لأفضل رواية :
  - جائزة هوغو لأفضل رواية قصيرة :
  - جائزة Hugo لأفضل قصة طويلة :
  - جائزة هوغو لأفضل قصة قصيرة :
  - جائزة هوغو لأفضل سلسلة أدبية :
- سعر الموقع :
  - جائزة Locus لأفضل رواية خيال علمي :
  - جائزة Locus لأفضل رواية فانتازيا :
  - جائزة Locus لأفضل رواية رعب :
  - جائزة Locus لأفضل رواية للشباب :
  - جائزة Locus لأفضل رواية أولى :
  - جائزة Locus لأفضل رواية قصيرة :
  - جائزة Locus لأفضل قصة طويلة :
  - جائزة Locus لأفضل قصة قصيرة :
  - جائزة Locus لأفضل مجموعة قصة قصيرة :
- جائزة نيبولا :
  - جائزة نيبولا لأفضل رواية :
  - جائزة نيبولا لأفضل رواية قصيرة :
  - جائزة نيبولا لأفضل قصة طويلة :
  - جائزة نيبولا لأفضل قصة قصيرة :
- جائزه بولتزر :
  - فئة " خيالي » : باربرا كينجسولفر عن شيطان كوبرهيد Hernan Diaz (writer) (écrivain) [الإنجليزية] للثقة (مقيد)
  - فئة " السيرة والسيرة الذاتية » :
  - فئة " مقال » :
  - فئة " تاريخ » :
  - فئة " شِعر » :
  - فئة " مسرح » :
- جائزة أجاثا :
  - فئة " أفضل رواية » :
  - فئة " أفضل الأخبار » :

## فرنسا
جائزة فيمينا :
جائزة Femina الأجنبي :
جائزة اختبار Femina :
جوائز مدرسة Femina الثانوية :
جائزة خاصة :
جائزة جونكورت :
جائزة Goncourt للرواية الأولى :
جائزة Goncourt لطلاب المدارس الثانوية :
جائزة Goncourt للأخبار :
جائزة جونكورت للشعر :
جائزة Goncourt للسيرة الذاتية :
قائمة Goncourt: الاختيار البولندي :
جائزة ميديشي :
جائزة ميديشي الأجنبية :
جائزة اختبار ميديشي :
جائزة رينودوت :
اختبار جائزة رينودوت :
جائزة كتاب الجيب رينودوت :
جائزة رينودوت لطلاب المدارس الثانوية :
الجائزة الكبرى لرواية الأكاديمية الفرنسية :
جائزة Interallied :
جائزة جان فريستي :
جائزة جوزيف كيسيل :
سعر الكتاب الداخلي :
جائزة ستانيسلاس للرواية الأولى :
جائزة الريش الأول :
جائزة الرواية الفرنسية الأولى :
جائزة الرواية الأجنبية الأولى :
Prix de l'Académie française موريس جينيفوا :
جائزة موريس جينيفوا :
جائزة فرانسوا مورياك من الأكاديمية الفرنسية :
جائزة فرانسوا مورياك في منطقة آكيتين :
سباق الجائزة الكبرى للفرنكوفونية :
جائزة آنايس نين :
جائزة الكسندر فيالات :
جائزة أندريه مالرو ، فئة جديدة تعمل :
جائزة أندريه مالرو ، فئة المقالة الفنية :
جائزة ديسمبر: عندما تستمع إلى أغنية لولا لافون
جائزة ماجوتس :
جائزة فلورا :
جائزة ليلاس كلوسي :
جائزة Fénéon :
جائزة فرنسا للثقافة والتيلراما ( جائزة الرواية الطلابية France Culture-Télérama ) :
الجائزة الأدبية للعلوم - الطلاب :
جائزة ENS Paris-Saclay الأدبية :
جائزة Landerneau للقراء :
جائزة BnF :
جائزة بوكاس :
جائزة جان مونيه للأدب الأوروبي من قسم شارينت :
سباق جان جيونو :
جائزة Quai des Orfèvres :
جائزة بائع الكتب :
جائزة رواية Fnac :
جائزة يوجين دابت للرواية الشعبوية :
سباق RTL-Lire Grand Prix :
جائزة France Télévisions ، فئة Romanesque :
جائزة France Televisions ، فئة الاختبار :
الجائزة الأدبية العالمية :
الجائزة الكبرى لقراء إيلي :
سباق الجائزة الكبرى الروماني :
سباق الجائزة الكبرى القطبي :
جائزة الوثيقة الكبرى :
سباق الجائزة الكبرى الروماني للمرأة الحالية الصيفية :
رواية صيفية :
قطبي الصيف :
جائزة لجنة التحكيم :
الجائزة الكبرى الخيالية :
سباق الجائزة الكبرى الخيالي « الروماني الناطق بالفرنسية » :
سباق الجائزة الكبرى الخيالي « الروماني الأجنبي » :
الجائزة الكبرى الخيالية « الفرنكوفونية الجديدة » :
سباق الجائزة الكبرى الخيالي « أجنبي جديد » :
سباق الجائزة الكبرى الخيالي « شباب الفرنكوفونية الرومانية » :
الجائزة الكبرى الخيالية « الشباب الأجنبي الروماني » :
جائزة SGDL الشعرية الكبرى :
جائزة Rosny الأكبر « الرومانية » :
جائزة Rosny لكبار السن « جديد » :
جائزة Russophonie :
جائزة ويبلر :
نانسي سيتي جولد ليف - جوائز وسائل الإعلام :
جائزة أوكتاف ميربو :
الجائزة الكبرى لمدينة أنغوليم :
الوحش الذهبي: جائزة أفضل ألبوم :
الجائزة الأدبية ل Grandes Ecoles :
جائزة Cino-Del-Duca العالمية :
الجائزة الأدبية لمدينة كاين :
جائزة Amerigo-V

## إيطاليا
- جائزة ستريجا :
  - جائزة Strega الأوروبية :
- سعر باجوتا : ماركو ميسيرولي ، أفيري توتو (إيناودي)
  - جائزة باجوتا للعمل الأول : Andrea De Spirt ، Ogni creatura è un'isola (Il Saggiatore)
- جائزة بانكاريلا :
- جائزة برانكاتي :
  - خيالي :
  - شِعر :
  - شباب :
- جائزة كامبييلو :
- جائزة مالابرت :
- جائزة نابولي :
- جائزة ستريسا :
- أسعار فياريجيو :
  - رواية :
  - مقال :
  - شِعر :
- جائزة سكربانينكو :
- جائزة ريموند تشاندلر :
- جائزة Pozzale Luigi Russo :

## اليابان
- جائزة أكوتاغاوا :

## موناكو
- جائزة أمير بيير أوف موناكو :

## المملكة المتحدة
- سعر بوكير :.
- جائزة البوكر الدولية :

## روسيا
- جائزة Bolshaya Kniga :

## سويسري
- جائزة جان ميشالسكي للأدب :
- جائزة ميشيل دنتان :
- جائزة روماندز للرواية :
- جائزة شيلر :
- جائزة أحمدو كرومة :